# 효자임옥산정려각
효자임옥산정려각은 대한민국 전북특별자치도 장수군 산서면 오산리에 있는 정려이다. 2016년 3월 14일 장수군의 향토문화유산 제13호로 지정되었다.

## 개요
효자 임옥산정려각은 1471년(성종2년)에 임옥산이 정표되었는데 포상관련내용은 조선왕조실록에 기록되어 있다. 현재의 건물은 상량문에 1863년(철종14년)에 건립했다고 기록되어 있다. 효자임옥산정려각은 명정연대가 성종연간으로 그 시기가 빠르며 그 내용이 조선왕조실록, 신증동국여지승람 등에 실려 있어 역사적 가치가 매우 높다. 그리고 정려의 중수와 중건 기록 등이 잘 남아 있어 조선시대 정표정책을 이해할 수 있는 사료적인 가치가 높다.